# Bishan (socken i Kina, Sichuan)
Bishan (kinesiska: 碧山乡, 碧山) är en socken i Kina. Den ligger i provinsen Sichuan, i den sydvästra delen av landet, omkring 140 kilometer söder om provinshuvudstaden Chengdu. Antalet invånare är 11 458. Befolkningen består av 5 579 kvinnor och 5 879 män. Barn under 15 år utgör 9,0 %, vuxna 15-64 år 75 %, och äldre över 65 år 14,0 %.
Genomsnittlig årsnederbörd är 1 554 millimeter. Den regnigaste månaden är juli, med i genomsnitt 399 mm nederbörd, och den torraste är januari, med 13 mm nederbörd.